# NGC 4454
NGC 4454 је спирална галаксија у сазвежђу Девица која се налази на NGC листи објеката дубоког неба.
Деклинација објекта је - 1° 56' 20" а ректасцензија 12h 28m 50,6s. Привидна величина (магнитуда) објекта NGC 4454 износи 11,9 а фотографска магнитуда 12,8. Налази се на удаљености од 35,7000 милиона парсека од Сунца. NGC 4454 је још познат и под ознакама UGC 7606, MCG 0-32-14, CGCG 14-48, IRAS 12262-0139, PGC 41083.